# Xanthorhoe contrastaria
Xanthorhoe contrastaria är en fjärilsart som beskrevs av Fuchs 1901. Xanthorhoe contrastaria ingår i släktet Xanthorhoe och familjen mätare. Inga underarter finns listade i Catalogue of Life.